# 곽진석
곽진석(1981년 9월 28일 ~ )는 대한민국의 배우이다.

## 드라마
- (2007년) (MBC) 《히트》
- (2007년) (MBC) 《메리대구 공방전》
- (2007년) (MBC) 《에어시티》
- (2007년) (MBC) 《개와 늑대의 시간》
- (2007년) (MBC) 《아이 엠 샘》
- (2007년) (KBS2) 《드라마시티 - 그 녀석들의 오해 혹은 진실》
- (2007년) (SBS) 《로비스트》
- (2008년) (SBS) 《불한당》
- (2009년) (MBC) 《잘했군 잘했어》
- (2009년) (MBC) 《친구, 우리들의 전설》
- (2018년) (MBC) 《배드파파》 - 진상구 역
- (2023년) (SBS) 《소방서 옆 경찰서 그리고 국과수》
- (2023년) (ENA) 《악인전기》
- (2024년) (tvN) 《눈물의 여왕》 - 편성욱 역

## 영화
- (2005년) 《칼날 위에 서다》
- (2006년) 《짝패》
- (2006년) 《한반도》
- (2006년) 《괴물》 (천만영화)
- (2006년) 《뚝방전설》
- (2006년) 《중천》
- (2007년) 《최강 로맨스》 - 치곤파 1 역
- (2007년) 《바람 피기 좋은 날》
- (2007년) 《1번가의 기적》 - 일본 선수 역
- (2007년) 《우아한 세계》
- (2007년) 《챔피언 마빡이》 - 지는 경기 선수 역
- (2007년) 《세븐 데이즈》 - 대기밴드 4 역
- (2008년) 《숙명》
- (2008년) 《좋은 놈, 나쁜 놈, 이상한 놈》
- (2008년) 《스페어》 - 기무라 부하 1 역
- (2008년) 《우린 액션배우다》 - 본인 역
- (2008년) 《신기전》
- (2008년) 《트럭》 - 양아치 1 역
- (2009년) 《걸프렌즈》 - 액션 형님 3 역
- (2009년) 《가방》
- (2010년) 《부당거래》 - 오프닝 형사 1 역
- (2012년) 《페이스 메이커》 - 우유끼 역
- (2012년) 《줄탁동시》 - 무술감독 역
- (2012년) 《간첩》 - 편의점 강도 역
- (2013년) 《베를린》 - 국정원위장요원 3 역
- (2013년) 《신세계》 - 정청계 5 역
- (2014년) 《파파로티》
- (2015년) 《전설의 주먹》 - 서울액션스쿨 (과거) 역
- (2015년) 《시나리오 가이드》
- (2015년) 《이별엔딩》
- (2015년) 《남자가 사랑할 때》 - 두철 일당 파마머리 역
- (2015년) 《비치하트애솔》 - 덩치 1 역
- (2015년) 《스물》 - 대가리 무리 4 역
- (2015년) 《권법형사: 차이나타운》 - 이상구 역
- (2015년) 《대호》 - 곽포수 역, 범 역
- (2016년) 《아수라》 - 박성배 수행원 직원 역
- (2017년) 《불한당: 나쁜 놈들의 세상》 - 재호패거리 1 역
- (2017년) 《악녀》 - 요정집 접대남
- (2017년) 《옥자》 - 미란도 직원 역
- (2017년) 《브이아이피》 - 보안성 1 역
- (2017년) 《1987》 - 대공형사 3 역
- (2018년) 《마녀》 - 성사장 수하 1 역
- (2018년) 《인랑》
- (2018년) 《공작》 - 베이징 요원 1 역
- (2018년) 《딥》 - 정민 역
- (2018년) 《원더풀 고스트》 - 풍기부하 1 역
- (2019년) 《돈》 - 동명증권 1팀 곽대리 역
- (2019년) 《봉오동 전투》 - 호랑이대역 역
- (2019년) 《파테르》 - 코치 역
- (2020년) 《나는보리》 - 해진 (아빠) 역
- (2020년) 《오케이 마담》 - 북한조원 2 역
- (2020년) 《갤럭시 아이즈》 - 부랑자 역 (단편)
- (2021년) 《유체이탈자》 - 악어 역
- (2023년) 《밀수》 - 갈고리 역
- (2023년) 《서울의 봄》[1] - 총리공관 위병소장 역 (천만영화)
- (2024년) 《탈출: 프로젝트 사일런스》 - 특공대장 역

1. ↑  전작의 영화 원더풀 고스트, 유체이탈자 등에서 악역이었으나 본작에서는 악역이 아닌 선을 지키는 역할로 출연한다.